# Hermanas Mirabal
Hermanas Mirabal – jedna z 32 prowincji Dominikany. Stolicą prowincji jest miasto Salcedo.

## Opis
Prowincja położona na północy Dominikany, zajmuje powierzchnię 427 km² i liczy 92 193 mieszkańców 1 grudnia 2010.

## Gminy
| Lp.     | Gmina       | Liczba ludności (2010) | Powierzchnia (km²) |
| ------- | ----------- | ---------------------- | ------------------ |
| 1       | Salcedo     | 39 557                 | 177                |
| 2       | Tenares     | 27 765                 | 159                |
| 3       | Villa Tapia | 24 871                 | 91                 |
| Łącznie |             | 92 193                 | 427                |